# Virrat
Virrat (in svedese Virdois) è una città finlandese di 6395 abitanti, situata nella regione del Pirkanmaa.

## Luoghi d'interesse
- Museo Virtain perinnekylä